# オギススキ
オギススキ（芒荻、薄荻、Miscanthus × giganteus）は、オギとススキの雑種である。海外ではジャイアントミスカンサスと呼ばれる。竹のような多年生植物であり、1年（3年目以降）で３から4メートルほどの高さに成長する。ナピアグラスやダンチク、Tripidium ravennaeなどと共にエレファントグラスとも呼ばれる。
多年生性、限界地での生育能力、水効率、非侵入性、低肥料必要性、大幅な炭素隔離、高収量は、研究者の間で大きな関心を呼んでおり、理想的なエネルギー作物としての特性を有していると主張する者もいる。しかし、化石燃料を中心とする既存の燃焼インフラでの利用には、現実的かつ経済的な課題がある。この問題への対策として、焙焼やその他の燃料改良技術が検討されている。